# Залишаючи Неверленд
«Залишаючи Неверленд» (англ. Leaving Neverland) — документальний фільм 2019 року. Його режисером та продюсером є Ден Рід. У фільмі йдеться про двох чоловіків Вейда Робсона і Джеймса Сейфчака, котрі стверджують, що, коли були дітьми, стали жертвами сексуального насильства та грумінгу з боку співака Майкла Джексона.
Фільм — результат співпраці британського телеканалу Channel 4 й американської телекомпанії HBO. Після прем'єри на кінофестивалі «Санденс» 25 січня 2019 року, був показаний у США 3 і 4 березня у двох частинах. У Великій Британії прем'єра відбулася 6 і 7 березня 2019 року. Режисер Ден Рід описав стрічку як "дослідження психології сексуального насилля, що базується на розповідях двох сімей... вчинене педофілом, який маскувався під хорошого друга".

## Передумови фільму

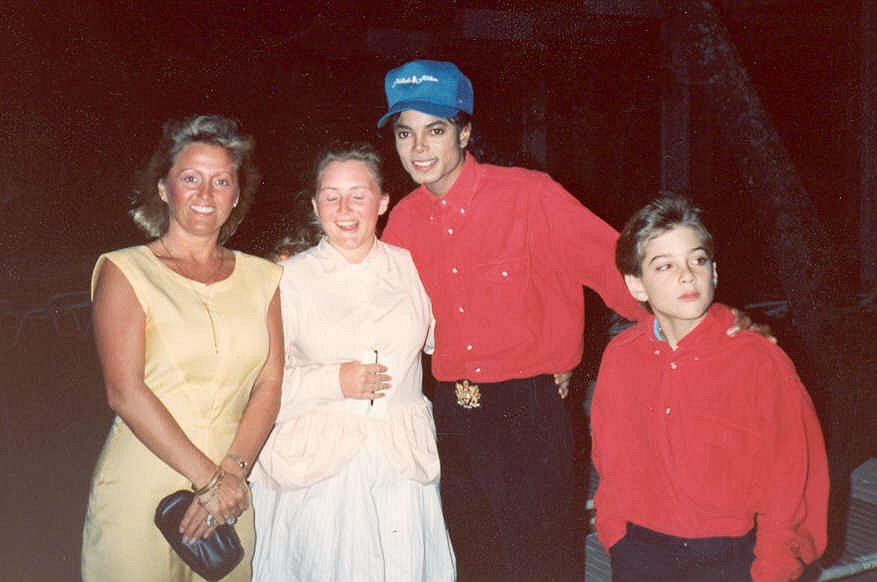
Джексон та Джеймс Сейфчак (справа) на Гаваях, січень 1988 року

У фільмі Робсон та Сейфчак стверджують, що Джексон застосовував щодо них сексуальне насильство. Вони надали графічні описи можливих сексуальних актів співака, серед яких мастурбація, оральний та анальний секс, що з їх слів відбувалися у будинку Джексона. 1993 року Джексон звинувачувався у сексуальному насильстві над 13-річним Джорданом Чендлером. Проти нього було розпочате кримінальне провадження. Артист врегулював спір в позасудовому порядку за суму, яка не розголошувалась. Звинувачення йому не були пред'явлені. Судом не було знайдено доказів злочину, а обвинувач відмовився давати свідчення. 2005 року суд присяжних визнав Джексона невинним у розбещенні Гевіна Арвізо. Хореограф Вейд Робсон тоді виступив у ролі свідка зі сторони співака і під присягою свідчив на його користь. Після смерті Джексона Робсон взяв участь в декількох концертах пам'яті на його честь. Він хотів отримати посаду режисера шоу Цирку Дю Солей в пам'ять про музиканта, однак одержав відмову від розпорядників його майна. Пізніше Робсон намагався продати видавцям книгу про можливе розбещення його Джексоном, але це не принесло йому успіху. У 2013 і 2014 роках Вейд Робсон та Джеймс Сейфчак звернулися разом до однієї адвокатської контори та подали проти розпорядників майном Джексона і його компаній багатомільйонні позови. Вони стверджували, що співак розбещував їх наприкінці 1980-х та на початку 1990-х років. Їхні позови були відхилені судом 2017 року.

## Прем'єра
Перед прем'єрою стрічки на кінофестивалі «Санденс» у січні 2019 року, розпорядники майном Джексона випустили пресреліз: «Це ще одна постанова в обурливій і жалюгідній спробі заробити на Майклі Джексоні… Двоє обвинувачів дали під присягою свідчення про події, які ніколи не відбувались. Вони не подали жодних доказів на підтвердження своїх звинувачень». Представники кінофестивалю заявили, що вони не збираються виключати фільм з програми. Прем'єра відбулася 25 січня 2019 року. Режисер Ден Рід сказав: «Цим двом людям знадобилася велика мужність, щоб розповісти свої історії. Я не сумніваюсь у їхній правдивості. Вважаю, що будь-яка людина, яка побачить цей фільм, відчує емоційну напругу, яку відчувають ці люди та їхні сім'ї». Режисер також зізнався, що, знімаючи фільм, він використав інтерв'ю лише двох чоловіків і їхніх сімей, таким чином, повністю відмовившись представити у стрічці будь-які свідчення на захист Джексона. В лютому 2019 року розпорядники майном співака подали позов проти HBO і Channel 4, вимагаючи 100 мільйонів доларів компенсації.

## Реакція громадськості
- Багато радіостанцій по всьому світу відмовилися від програвання композицій Джексона.[11]
- Репер Дрейк забрав із сет-листа свого туру пісню «Don't Matter to Me», що була записана у співпраці з Джексоном.
- Епізод мультсеріалу «Сімпсони» за участі Джексона був вилучений з трансляцій.[12]
- Речі Майкла Джексона та постер із його зображенням були вилучені з Дитячого музею Індіанаполісу[13].
- Louis Vuitton відмовилася випускати речі з тематикою творчості Джексона, які ввійшли у колекцію осінь/зима 2019.[14]

Співак Арон Картер, близький друг Джексона сказав, що він пам'ятає свого друга як "дивовижного хлопця", і висловив свою підтримку Майклу. Бретт Бернс та американський актор Маколей Калкін, про яких у фільмі йшлося як про жертв співака також заперечували будь-яку неадекватну поведінку Джексона.

## Нагороди та номінації
| Рік  | Нагорода                                     | Категорія | Номінант(и)                   | Результат | Дж.    |
| ---- | -------------------------------------------- | --- | ----------------------------- | --------- | ------ |
| 2020 | Премія БАФТА у телебаченні                   | Best Factual Series or Strand                                                                                   | Залишаючи Неверленд           | Перемога  | [ 16 ] |
| 2020 | Премія БАФТА в галузі телевізійних мистецтв  | Best Director: Factual                                                                                          | Ден Рід                       | Номінація | [ 16 ] |
| 2020 | Премія БАФТА в галузі телевізійних мистецтв  | Best Editing: Factual                                                                                           | Джулс Корнелл                 | Номінація | [ 16 ] |
| 2020 | Премія «Едді»                                | Best Edited Documentary (Non-Theatrical)                                                                        | Джулс Корнелл                 | Номінація | [ 17 ] |
| 2020 | Cinema Eye Honors                            | Outstanding Achievement in Editing in a Nonfiction Film or Series for Broadcast (Outstanding Broadcast Editing) | Джулс Корнелл                 | Номінація | [ 18 ] |
| 2020 | Cinema Eye Honors                            | Outstanding Achievement in Nonfiction Film for Broadcast (Outstanding Broadcast Film)                           | Залишаючи Неверленд           | Перемога  | [ 19 ] |
| 2020 | Премія «Доріан»                              | TV Current Affairs Show of the Year                                                                             | Залишаючи Неверленд           | Перемога  | [ 20 ] |
| 2020 | Премія Американської гільдії продюсерів      | Outstanding Producer of Non-Fiction Television                                                                  | Залишаючи Неверленд           | Перемога  | [ 21 ] |
| 2020 | Премія Пібоді                                | Documentary | Залишаючи Неверленд           | Номінація | [ 22 ] |
| 2019 | Премія Міжнародної асоціації документалістів | Best Multi-part Documentary                                                                                     | Залишаючи Неверленд           | Перемога  | [ 23 ] |
| 2019 | Премія Асоціації телевізійних критиків       | Видатні досягнення в новинних чи інформаційно-пізнавальних програмах                                            | Залишаючи Неверленд           | Перемога  | [ 24 ] |
| 2019 | Документальна премія «Вибір критиків»        | Найкращий документальний фільм                                                                                  | Залишаючи Неверленд           | Номінація | [ 25 ] |
| 2019 | Прайм-тайм премія «Еммі»                     | Outstanding Documentary or Nonfiction Special                                                                   | Залишаючи Неверленд           | Перемога  | [ 26 ] |
| 2019 | Прайм-тайм премія «Еммі»                     | Outstanding Directing for a Documentary/Nonfiction Program                                                      | Ден Рід                       | Номінація | [ 26 ] |
| 2019 | Прайм-тайм премія «Еммі»                     | Outstanding Picture Editing For Nonfiction Programming                                                          | Джулс Корнелл                 | Номінація | [ 26 ] |
| 2019 | Прайм-тайм премія «Еммі»                     | Outstanding Sound Editing for Nonfiction Programming (Single or Multi-Camera)                                   | Росс Міллершіп і Поппі Кавано | Номінація | [ 26 ] |
| 2019 | Прайм-тайм премія «Еммі»                     | Outstanding Sound Mixing For Nonfiction Programming (Single or Multi-camera)                                    | Метт Скілтон і Маргаріт Гудін | Номінація | [ 26 ] |